# A Rush of Blood to the Head
«A Rush of Blood to the Head» — другий повноформатний студійний альбом гурту Coldplay.

## Композиції
1. Politik — 5:18
2. In My Place — 3:48
3. God Put a Smile upon Your Face — 4:57
4. The Scientist — 5:09
5. Clocks — 5:07
6. Daylight — 5:27
7. Green Eyes — 3:43
8. Warning Sign — 5:31
9. A Whisper — 3:58
10. A Rush of Blood to the Head — 5:51
11. Amsterdam — 5:19

## Над записом працювали
Coldplay
- Кріс Мартін — вокал, гітара, клавішні
- Джонні Бакленд — гітара
- Ґай Берімен — бас-гітара
- Уїл Чемпіон — барабани

Технічний персонал